# Tumore stromale gastrointestinale
I tumori stromali gastrointestinali denominati GIST (acronimo del termine inglese GastroIntestinal Stromal Tumors) sono i tumori mesenchimali (ossia derivanti dal tessuto connettivo) più frequenti nell'apparato gastrointestinale e rappresentano in tutto 1-3% di tutti i tumori in questa parte del corpo. Fino alla metà degli anni novanta, i tumori GIST venivano considerati come tumori aventi origine dal tessuto muscolare.
Solo dal 1998, in seguito alla scoperta su questi tumori di determinati antigeni (CD117), viene riconosciuta una categoria tumorale propria. Il carattere maligno di questi tumori non è chiaro, poiché vanno raramente in metastasi nei linfonodi. Tuttavia, circa il 50% dei pazienti presentano nella fase diagnostica metastasi nel fegato o nel peritoneo, più raramente anche nei polmoni o nelle ossa.

## Epidemiologia

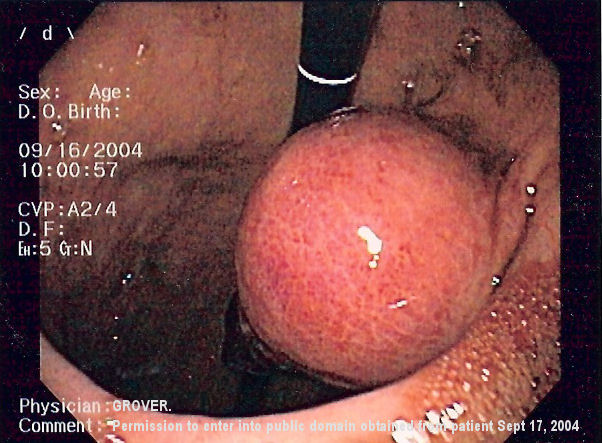
Immagine endoscopica retrovisiva di un GIST nella parte superiore (fondo) dello stomaco.

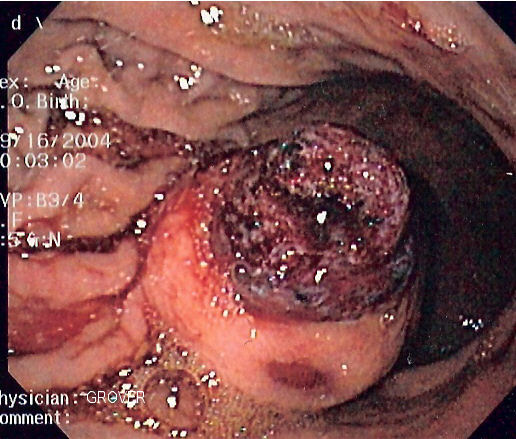
Lo stesso GIST visto frontalmente al tubo gastroscopico (proveniente dall'esofago).

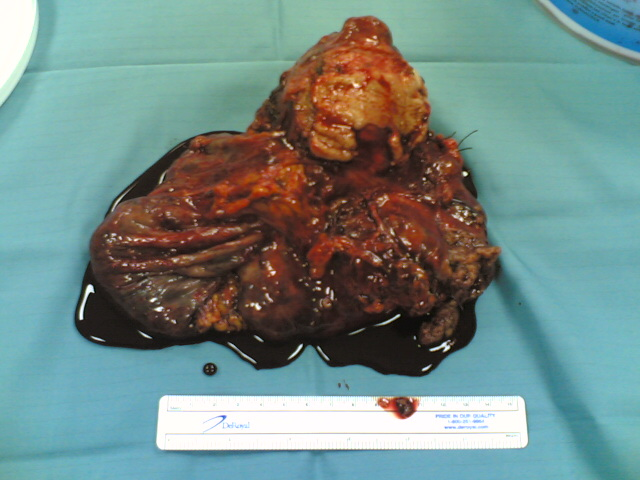
GIST gastrico avanzato, asportato chirurgicamente.

L'età media, in cui la malattia si manifesta, si attesta tra i 55 e i 65 anni. Sono piuttosto rari casi prima dei 40 anni. Tuttavia esistono anche casi sporadici in età infantile e giovanile (GIST infantile). Gli uomini ne vengono colpiti più frequentemente delle donne.

## Localizzazione
GIST si trovano nel 50-70% dei casi nello stomaco, nel 20-30% dei casi nell'intestino tenue. Molto più raramente hanno origine nell'intestino crasso o nell'esofago. Circa la metà dei pazienti nei quali viene diagnosticato un GIST, presentano inoltre metastasi. Queste sono rintracciabili spesso nel fegato o nello spazio addominale e, secondo le circostanze, possono essere più pericolose del tumore primitivo, in quanto esse danneggiano gli organi.

## Sintomi
Poiché i sintomi provocati dai GIST sono pochi, al momento della diagnosi si scoprono tumori già molto grandi. I primi sintomi di pazienti affetti da GIST dipendono dalle dimensioni e dalla localizzazione originaria del tumore. Gran parte di questi tumori viene scoperta durante un'operazione d'urgenza, una visita di controllo o un intervento chirurgico di routine. I sintomi più frequenti dei tumori situati nello stomaco o nel duodeno sono dolori, emorragie nell'apparato gastrointestinale o nausea. Tumori nell'intestino tenue causano dolori, emorragie o stitichezza. In caso di presenza del tumore nell'esofago, anche disturbi alla deglutizione possono indurre ad una prima visita dal medico.

## Formazione e diagnostica
La causa della formazione di un GIST è un gene imperfetto, che porta alla trasformazione di un recettore posto alla superficie di determinate cellule. Il recettore, da immaginare come una specie di antenna, funge da coenzima delle sostanze per la crescita e quindi da "interruttore". L'enzima viene attivato e stimola così lo sviluppo delle cellule, qualora una tale sostanza per la crescita o una sostanza trasmettitrice si lega alla proteina. Se questa "congiunzione" in seguito a ciò viene a mancare, l'enzima viene praticamente disattivato e le cellule non continuano più a dividersi. In caso di un tale "difetto", questo enzima (la cosiddetta tirosin-chinasi) resta comunque permanentemente attivo e non è più possibile "spegnerlo". Per questo motivo si genera una crescita cellulare incontrollata.
Tramite due criteri fondamentali si può evincere, se un tumore presente nel tessuto molle è un GIST: uno è la localizzazione, ossia il punto dove il tumore si è insediato; l'altro, il gene difettoso che ha subito la mutazione, nel caso di GIST denominato c-kit positivo. Per accertare l'esistenza di questo gene difettoso, i metodi moderni dell'immunoistochimica (l'analisi di un campione di tessuto) sono di enorme importanza. La scoperta del fatto che si può provare la presenza di GIST attraverso la cosiddetta proteina kit, ha aiutato ad appurare che i GIST si sviluppano dalle cosiddette cellule di Cajal o dai loro primi stadi accomunati.
Poiché i tumori stromali gastrointestinali presentano quasi sempre una glicolisi intensificata, possono essere rivelati anche con la tomografia ad emissione di positroni (PET). La PET può essere impiegata per il controllo terapeutico: infatti, dopo 24-48 ore e in seguito ad un arricchimento non più dimostrabile, nel tumore è possibile documentare un effetto positivo della terapia sistemica.

## Terapia
Fino al 2000 l'unica possibilità di trattamento di questi rari tumori era rappresentata dall'asportazione chirurgica (o più specificatamente resezione). Un trattamento efficace era fino ad allora alquanto problematico, poiché i tumori risultavano estremamente resistenti contro la chemioterapia e la radioterapia, ciò che classificava questa forma di cancro tra quelle più difficili da curare.
Con l'agente Imatinib, già somministrato con successo nei casi di leucemia mieloide cronica (CML), sono stati raggiunti dal 2001 fino ai giorni nostri risultati impressionanti anche nel trattamento di GIST. In ogni caso la chirurgia va presa sempre in considerazione nella malattia resecabile (anche senza ricorrere al farmaco) assieme a tale terapia medica in neoadiuvante (atta a ridurre la massa tumorale o l'estensione a zone delicate, come il retto, prima dell'intervento) e bisogna valutare col paziente le alternative terapeutiche possibili (Tenendo conto che usare il gleevec su grosse masse può dare problemi in caso di complicanze necrotico-emorragiche che potrebbero interferire con un intervento di asportazione necessario in queste condizioni; inoltre bisogna valutare i fattori predittivi di risposta al farmaco; come il numero di mitosi per campo microscopico, l'espressione del gene Ki67 che è un indice di attività replicativa e le mutazioni del gene KIT)
L'Imatinib rappresenta per i pazienti di GIST una terapia che, in virtù dell'ottima efficacia e tollerabilità, implica un netto vantaggio in termini di durata e qualità della vita.

## Progressione / Resistenza
Nonostante l'efficacia dell'Imatinib contro i GIST, si assiste in una parte dei pazienti ad una progressione della malattia. Una causa di questa resistenza terapeutica consiste nella mutazione genetica del bersaglio del farmaco, la quale impedisce l'azione dell'Imatinib e in tal modo blocca efficacia di quest'ultimo. Al sospetto che la malattia progredisca, segue l'esame che stabilisce se si tratta, per esempio, di una progressione sistemica (quindi che si estende a tutto l'organo colpito dal tumore) o locale. Ciononostante, la terapia con l'Imatinib deve proseguire assolutamente. Eventualmente il dosaggio viene aumentato da 400 a 600 fino 800 mg al giorno. Al di sotto del dosaggio massimo si raggiunge una ristabilizzazione di circa un 1/3 dei pazienti. 
Un ulteriore agente rallentatore della tirosin-chinasi, il Sunitinib (Sutent, prodotto dalla Pfizer), viene rilasciato dal gennaio 2006 negli Stati Uniti d'America ai pazienti con GIST resistente all'Imatinib e ai pazienti non tolleranti fin dal principio l'Imatinib come terapia. Come ulteriore linea di trattamento è possibile utilizzare Regorafenib.